# シメオン・ウィリス
シメオン・スレイブンス・ウィリス（英: Simeon Slavens Willis、1879年12月1日 - 1965年4月1日）は、アメリカ合衆国の政治家、弁護士であり、1943年から1947年に第46代ケンタッキー州知事を務めた。1927年から1967年の40年間では唯一共和党からケンタッキー州知事に選ばれた者である。
ウィリスの家族は1889年頃にオハイオ州からケンタッキー州に移って来た。短期間、教育やジャーナリズムの分野で働いた後、個人教師に付いて法律を勉強し、1901年に法廷弁護士として認められた。政治に興味を持つようになったが、公職の選挙に出馬した初期はほとんど落選しており、唯一アシュランド市の法務官を4年間務めただけだった。1927年になって、新しく知事に当選したフレム・サンプソンが、当時は州内の最終審だったケンタッキー州控訴裁判所判事に指名した。1928年にはその職の選挙に出馬して当選し、4年間任期を得た。この期間に6巻の法令集、『石油とガスの法律のソーントン』を改定して有名になった。1932年にも再選を求めたが落選し、法律実務に戻った。
ウィリスは10年間政界を離れていた後、1943年に共和党から無投票で知事候補に指名された。州民主党には内部抗争があり、加えてウィリスが州所得税を取り下げるという人気の出る提案を行ったことで、民主党候補J・ライター・ドナルドソンに対して僅差の勝利を収めた。ケンタッキー州議会両院は民主党が多数を占めており、ウィリスの政策は抵抗された。1945年、第二次世界大戦が終わり、州財政がかなり黒字化された。余剰資金をどう使うかについて意見がまとまらず、結論は特別会期に持ち越された。議会がウィリスの提案したものよりも予算を拡大していたので、州所得税を取り下げるというウィリスの選挙公約を実現させることが出来なかった。それでも州内で結核病院を5か所に建設したこと、教育予算をかなり増加させたことなど、そこそこの成果を上げることができた。州知事の任期が明けた後、様々な州委員会委員を務めたが、1952年に唯一選挙で選ばれる役職として控訴裁判所判事に復帰しようとした。このときは対抗馬バート・T・コームズに敗れた。ウィリスは1965年4月1日に死去し、州都フランクフォートのフランクフォート墓地に埋葬された。

## 初期の経歴
シメオン・スレイブンス・ウィリスは、1879年12月1日に、オハイオ州ローレンス郡で生まれた。父はジョン・H・ウィリス、母はアビゲイル（旧姓スレイブンス）であり、その9人の子供の末っ子だった。南北戦争のとき、祖父のウィリアム・ウィリスが北軍ウェストバージニア第5歩兵連隊C中隊長をしており、父のジョンはその中隊の伍長だった。後に父はオハイオ州の石炭産業でパイオニアになった。
ウィリスはローレンス郡の公立学校で初等教育を受けた。1889年頃、家族はケンタッキー州グリーナップ郡のスプリングビル（現在のサウスポーツマス）に移転した。そこでも公立学校に通い、地元の私立学校で教員訓練コースを履修した。20歳になる前にスプリングビルの教室が3つある小学校の校長に選ばれていた 。
ウィリスは「ポーツマス・トリビューン」紙の記者、さらに「グリーナップ・ガゼット」紙の論説員としても働いた。これと同時期に、後のアメリカ合衆国下院議員ジョセフ・ベントリー・ベネットや、アダ大学教授ウィリアム・コーンなど、個人教師に付いて法律を勉強した。1901年11月11日には法廷弁護士として認められ、1902年1月、アシュランド市で法律実務を始めた。その後間もなく、地域で著名な法律会社ヘイガー・アンド・ステュワートに加わり、6年間務めた。その後は自営の法律実務に戻った。

## 政歴
ウィリスは1905年にアシュランド市検察官の選挙に共和党員として出馬し、落選した。1916年、ケンタッキー州控訴裁判所判事の選挙に出たが、共和党の予備選挙でフレム・サンプソンに敗れた。サンプソンは判事に当選した。第一次世界大戦の間は政治の世界を一時離れ、徴兵制度の嘆願代理人を務めた。1918年、アシュランド市法務官選挙に出馬して当選し、1922年まで務めた。1922年からは、州の法廷審査委員会委員を1928年まで務めた。
ウィリスは1920年4月14日に、郡事務官補のアイダ・リー・ミリスと結婚した。この夫妻には1922年7月16日にサラ・レスリー・ウィリスと名付けた娘が生まれた。妻のアイダはケンタッキー州ヘリテージ委員会の初代執行役員となり、1979年にはその栄誉を称えてアイダ・リー・ウィリス記念財団が創設された。
1927年、フレム・サンプソンが州知事に選ばれると、ウィリスをケンタッキー州控訴裁判所判事の後任に指名した。1928年、その判事の選挙では、ウィリスが第7控訴地区を代表して当選し、4年間の任期を務めた。州レベルの役職を務めることで政治的な位置づけが挙がった。またこの任期中に6巻の法令集、『石油とガスの法律のソーントン』を改定した。ウィリスの政治的なイメージは次の判事選挙で民主党のアレックス・ラロリフに敗れて落選しても色あせることはなかった。その1932年は、世界恐慌の中でフランクリン・ルーズベルトが大統領に当選し、民主党がほとんど全ての選挙で圧勝した年だった。ウィリスは落選後に、自分の法律実務に戻った。

### ケンタッキー州知事
1943年ウィリスは無投票で共和党知事候補に指名された。民主党は論争のあった予備選挙で3人が争った後、J・ライター・ドナルドソンを指名してきた。ウィリスが10年間政治を離れていたことは、確立された政治家との結びつきが少なく、敵が付け込めるような政治的な記録がほとんどないということで、利点になった。ドナルドソンは、第二次世界大戦が続いている間に、権力にある政党が変わることに警告を発したが、ウィリスは出征した兵士が出て行った時よりも良い状態で復員しなければならないと反撃し、民主党の政治マシーンが権力の座にあり続ける限り、そのようなことは起こらないと主張した。さらに州の所得税廃止を提案した。これは有権者に人気があったが、民主党寄りの「ルイビル・クーリエ・ジャーナル」からは「ありえない現実」だと揶揄された。
選挙ではウィリスが 279,144 票、対するドナルドソンが 270,525 票と接戦だったが、ウィリスが当選した。ウィリスが勝った要因の1つはルイビルのような都会で黒人票の多くを取り戻したことが挙げられる。もともと黒人票は共和党に行っていたが、その頃は民主党に回っていた。さらに民主党内の派閥争いがドナルドソンに不利となった。ドナルドソンは現職知事キーン・ジョンソンの支持を取り付けていたが、ジョンソンの前任者で当時アメリカ合衆国上院議員のA・B・"ハッピー"・チャンドラーからは中途半端な支持しか得られていなかった。ウィリスは1927年から1967年の40年間では唯一共和党からケンタッキー州知事に選ばれた者だった。伝統的に民主党が強いケンタッキー州で、大統領選挙の前の年に共和党が勝利したことは全国的な注目を集め、ウィリスは1944年アメリカ合衆国大統領選挙で副大統領候補も検討された。
オハイオ州知事ジョン・W・ブリッカーが1944年の副大統領候補となったが、ブリッカーはウィリスの選挙戦を支援していた。ウィリスが当選したとき、ブリッカーは歓喜を表す祝電を打った。「選挙はニューディール政策に対抗する地域全体の絶対的傾向を表した。私は、中西部の人々の考え方がそこに示された結果に沿っているので、ケンタッキー州での結果に特に驚かない。来年も共和党が勝利する可能性が強いと思われる」と記されていたが、実際にはそうならなかった。
ウィリスはケンタッキー州議会両院で多数派である民主党とその強い指導力の挑戦に直面した。下院では民主党が56対44の多数派であり、ハリー・リー・ウォーターフィールドが下院議長を務めていた。上院では民主党が23対15の多数派であり、上院議長代行はアール・C・クレメンツだった。ウォーターフィールドもクレメンツも、次の1947年州知事選挙に出馬する準備をしていた。戦中でもあり経験を積んだ人が足りなかったこともあって。ウィリスは州政府の民主党員を大量に解雇することはしなかった。このために共和党の支持を幾らか損ない、副知事と検事総長が多くのことでウィリスに反対するようになった。しかし政府職員を大量に解雇しなかったことで、その前の共和党知事フレム・サンプソンのときに議会が行ったような知事から多くの権限を奪うというような事態にはならなかった。
ウィリスが知事であった間、戦時インフレ、連邦政府の資金増加、さらに州経済の相対的繁栄もあって、州財政は良好だった。ウィリスの就任時に州予算は3,100万ドルであり、離任時には5,200万ドルに拡大していた。この増加分の多くが教育予算に回った。生徒1人当たり予算は倍近くなり、教師の給与も同様だった。1学校年度は7か月から8か月と長くなった。郡も教育税率を2倍にすることができた。黒人問題委員会を創設し、州教育委員会に初のアフリカ系アメリカ人を指名し、州立大学で職業訓練課程に入れなかった少数民族にたいして州外から授業料を支払う補助金を増やした。
1944年会期で、予算について二大政党が競ったために行き詰まった。主要な問題は州のかなりの歳入超過を、議会と州知事のどちらが制御するかということだった。ウィリスは両党をまとめるために所得税撤廃要求を取り下げた。別の議員が撤廃を提案したが、否決された。会期末から2か月後、ウィリスは予算の中で教育関連のものを検討する特別会期を招集した。一端会期に入ると議会は予算を全て承認した。しかし、ウィリスの当初の特別会期招集は全予算の承認が対象に入っていなかったので、全予算を承認する票決は無効とされた。これに対処するためにウィリスは2回目の特別会期を招集し、1944年6月16日、議会は全予算を承認した。
1946年会期、ウィリスは再度所得税撤廃案を持ち出したが、民主党が撤廃に反対し、共和党はこの問題で分裂した。その提案は賛成30票、反対60票で否決された。この会期で成立したものとしては、鉱山安全確保法、秘匿武器携行禁止を強化した法、黒人教育の教育予算を増加させたことがあった。終戦であらたな歳入増がもたらされ、予算総額は膨らんでいたものの、ウィリスの任期末には1,800万ドルの歳入超過となっていた。
ウィルス政権のその他の成果としては、州内13の有料橋から12橋の通行料を只にしたこと、扶養児童と高齢者の手当てを拡大したことがあった。ロンドン、マディソンビル、パリス、アシュランド、グラスゴーの5都市に結核病院を建設し、ウィリスの任期末には80%近くが完成していた。しかし、共和党はウィリスの知事としての功績を次に繋げることができなかった。1947年州知事選挙では、候補者選別で紛糾し、民主党のアール・C・クレメンツが当選した。

### その後の政歴
ウィリスは知事を辞めた後にアシュランドの法律実務に復帰した。1952年、控訴裁判所判事に再度復帰しようと立候補したが、後の州知事バート・T・コームズに敗れた。1956年から1960年、ケンタッキー州公共事業員会の委員を務めた。1958年、州裁判所に対する傑出した功績で引用された。1961年、退役兵ボーナス法によって認められた審査委員会委員に指名された。この年にはまた州保釈委員会委員にも指名され、1965年まで務めた。
ウィリスは1965年4月2日に死に、州都フランクフォート市のフランクフォート墓地に埋葬されている。アシュランド市のオハイオ川に掛かるシメオン・ウィリス記念橋は、ウィリスの功績を称える命名である。